# Astra IVA

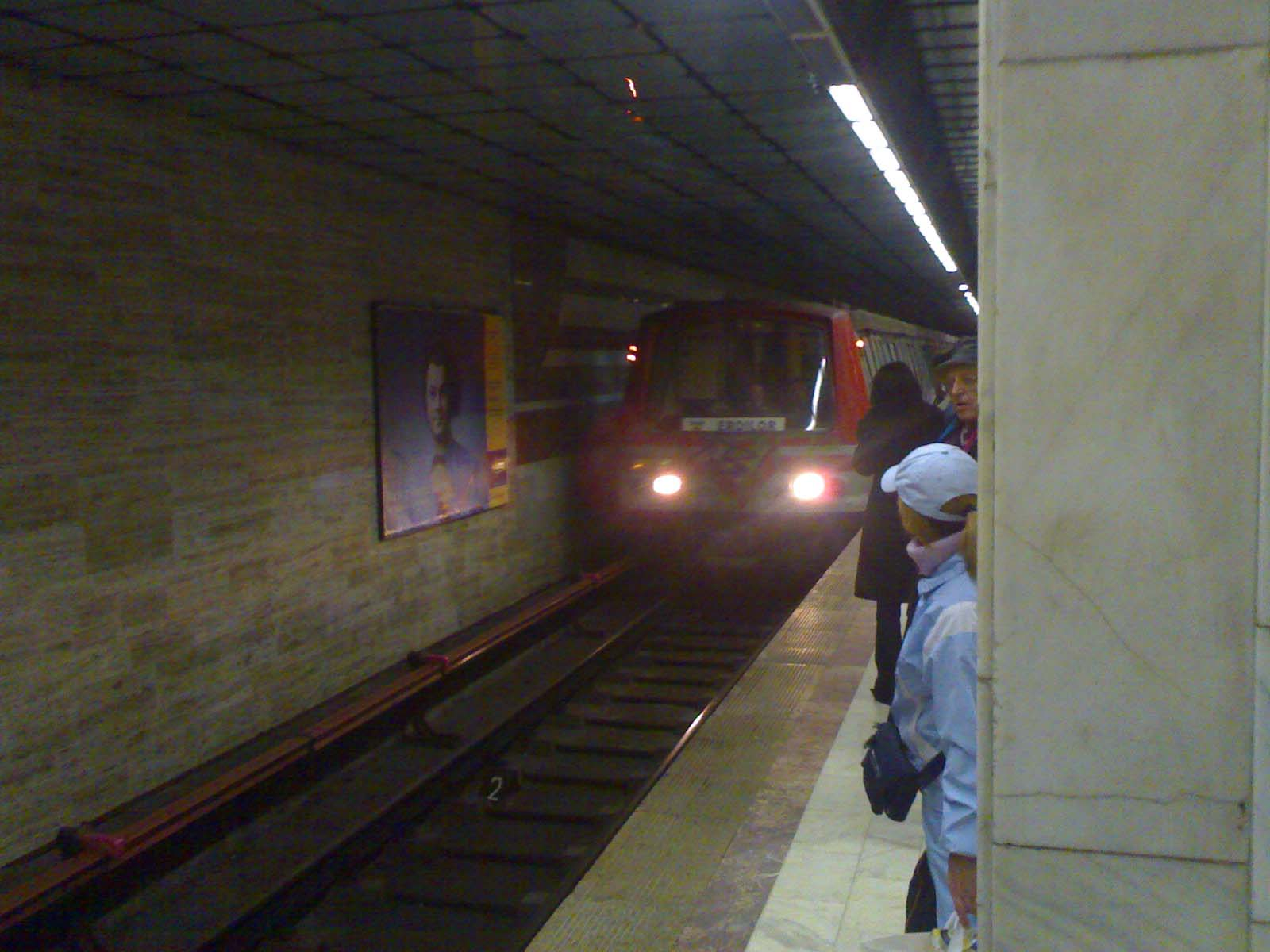
Un tren Astra IVA pe Magistrala M3

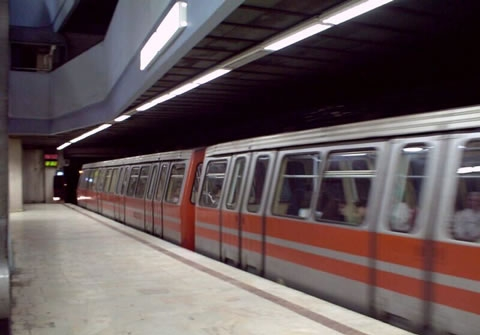
Un tren Astra IVA în stația Universitate

Astra IVA (Întreprinderea de vagoane Arad, actualmente Astra Arad) este o familie de trenuri de metrou de concepție românească, livrate metroului din București între 1978 și 1992. În total au fost produse 252 de rame, adică 504 vagoane. Ele au fost proiectate inițial pentru a funcționa doar câte o ramă (2 vagoane legate permanent, formație B'B'-B'B'), însă au funcționat și grupate în trenuri de câte 2 sau 3:p. 17 rame (4, respectiv 6 vagoane). Conform Metrorex, în decembrie 2016 mai existau 186 de vagoane IVA în inventar, din care 24 de vagoane (4 trenuri) în exploatare.
Între anii 1994 și 1996, conducerea a decis modernizarea a 21 de rame IVA (42 vagoane), pentru a face 7 trenuri speciale pentru traseul Eroilor - Industriilor. Acestea au avut modificări importante la partea tehnică, primind computere de bord și piese noi. Acestea au fost făcute în concurență simultan de două companii: Faur și Electroputere Craiova, motiv pentru care există unele diferențe. Din punct de vedere vizual ele au fost dotate cu două tipuri de afișaje și sunt vopsite într-o schemă albastră, lucru după care sunt cunoscute mai ales. Dintr-un motiv necunoscut, deși ele au fost pregătite efectuând anumite probe, conducerea a abandonat acest proiect, cele 7 trenuri rămânând în conservare în Depoul Berceni.

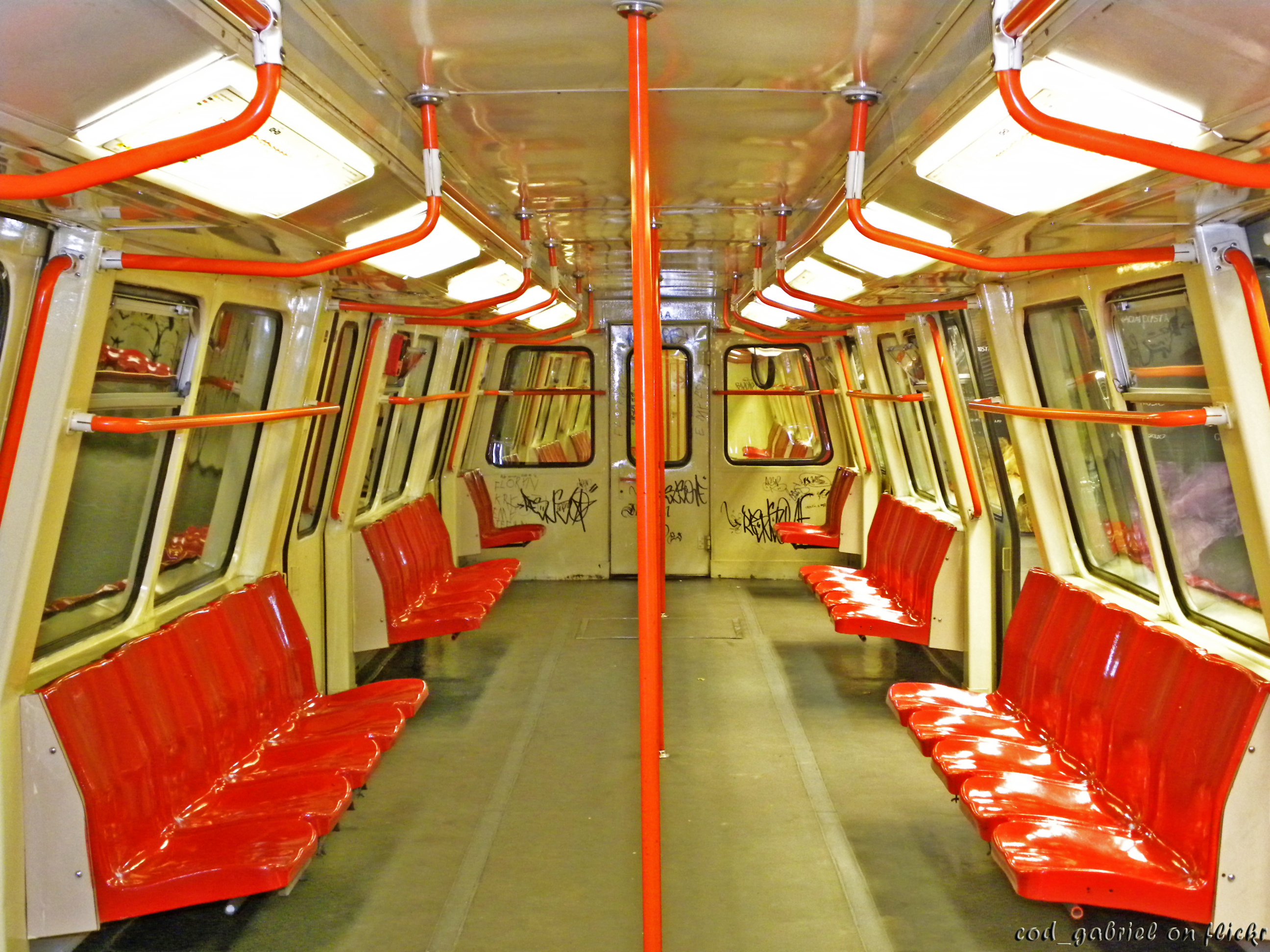
Interiorul unui vagon de metrou Astra IVA

În anul 1995, conducerea metroului a decis să fie construite niște vagoane intermediare, fără post de conducere precum cele actuale, pentru a transforma ramele de 2 vagoane în rame de 3 vagoane. Cinci vagoane au fost construite de Astra Arad, însă, dintr-un motiv necunoscut proiectul a fost abandonat, vagoanele fiind abandonate în triajul gării Arad.
În anul 2000, mai multe vagoane IVA au fost modernizate și dotate cu sistem ATO/ATP Dimetronic special pentru M4.:slide 10
În anul 2008, Alstom, compania care se ocupă cu întreținerea trenurilor Metrorex, a modernizat un vagon al unei rame vechi. Deși la partea tehnică acesta nu a fost modernizat decât primind unele piese noi, acesta are modificări drastice la design. Partea frontală exterioară a fost modificată și înlocuită cu o mască modernă din plastic, iar la interior a primit scaune, geamuri și bare noi.:slide 39
Între 2011 și 2014 au fost modernizate 15 trenuri IVA ca parte a contractului de mentenanță semnat cu Alstom. S-a acționat asupra elementelor electrice și pneumatice, dar nu și asupra aspectului.:slide 38
După introducerea noilor tipuri de trenuri Bombardier Movia și CAF, ramele Astra Arad sunt retrase gradual din funcționare. Garniturile Astra IVA încă circulă pe Magistrala 4. Inaugurarea Magistralei 5 s-a realizat prin mutarea unor rame Bombardier de pe Magistrala 3. Astfel, acestea au fost înlocuite cu Astra IVA pe Magistrala 3 pentru următorii ani.

## Specificații
- Constructor: ASTRA
- Numerele unităților: 001-252 (001* și 002* prototipuri)
- Lungime: 2 × 19 m
- Lățime: 3100 mm
- Înălțime: 3600 mm
- Ecartament: 1435 mm
- Greutate (gol): 2 × 36000 kg
- Propulsie: 4 × 215 KW
- Putere (a treia șină): 750 V CC
- Accelerație: 1,3 m/s2
- Decelerație: 1,3 m/s2
- Frânare de urgență: 2 m/s2
- Viteză maximă: 80 km/h
- Locuri pe scaune: 2 × 34
- Locuri în picioare: 2 × 166
- Aranjament/cuplare: Perechi unite permanent
- Număr de unități produse: 2 × 254 (508)

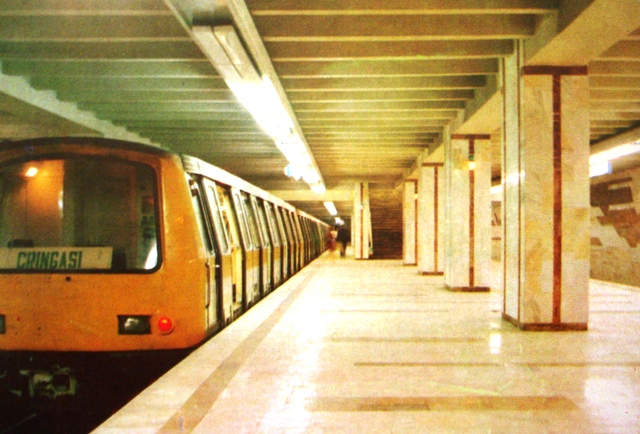
Garnitură de metrou de tip Astra IVA în anii 80'. Garniturile erau vopsite în galben, de unde și porecla "trenul galben fără cai"

- Linii deservite: M3, M4

Sursă: Site-ul Metrorex